# Porter (Maine)
Pour les articles homonymes, voir Porter.
Porter est une ville américaine située dans le Comté d'Oxford, dans le Maine. Selon le recensement de 2020, sa population est de 1 600 habitants.